# Robert Castrén
Robert Castrén, född 16 augusti 1851 i Helsingfors, död 30 augusti 1883 i Degerö, var en finländsk publicist, författare och politiker. Son till Matthias Alexander Castrén och far till Gunnar Castrén.
Han blev fil. kand. 1873, jur. utr. kand. 1879. År 1872 blev han medarbetare vid liberala Helsingfors Dagblad. Han blev ledare för liberalismen i Finland. 1877-78 var han sekreterare i värnpliktsutskottet vars betänkande till största delen utarbetades av honom. År 1882 invaldes han i lantdagen och blev 1882 också chefredaktör för Helsingfors Dagblad. Han var en mångsidig skribent och författare.